# Остерија дел Бањо (Римини)
Остерија дел Бањо је насеље у Италији у округу Римини, региону Емилија-Ромања.
Према процени из 2011. у насељу је живело 63 становника. Насеље се налази на надморској висини од 9 м.